# Beyond the Red Mirror
Beyond the Red Mirror (срп. Изван црвеног огледала) је десети студијски албум немачког пауер метал бенда Блајнд гардијан, објављен 30. јануара 2015. године у издаваштву Нуклеар Бласт Рекордса. Ово је бенду први албум након At the Edge of Time из 2010. што представља најдужу паузу између два студијска албума (разлика је за три дана већа од оне између A Night at the Opera из 2002. и A Twist in the Myth из 2006. године). То је такође и њихов први албум без искусног басисте Оливера Холцварта од 1995. године и албума Imaginations from the Other Side.
Beyond the Red Mirror представља концептуални албум и наставак Imaginations from the Other Side, описан је од стране Хансија Кирша као: "Прича између научне фантастике и фантазије [...] Ова два описана света су се од тада променила драматично нагоре. Некада је постојало неколико пролаза између светова, сада је остала само једна капија: Црвено Огледало. И мора бити пронађено по сваку цену."
Албум је најављен новим синглом „Twilight of the Gods”, који је промовисан пре објављивања албума.

## Песме
Све текстове писао Кирш, музику компоновали Андре Олбрих и Кирш
- I The Cleansing of the Promised Land

1. 	"The Ninth Wave" - 9:28
2. 	"Twilight of the Gods" - 4:50
- II The Awakening

3. 	"Prophecies" - 5:26
4. 	"At the Edge of Time" - 6:54
- III Disturbance in the Here and Now

5. 	"Ashes of Eternity" - 5:39
6. 	"The Holy Grail" - 5:59
- IV The Descending of the Nine

7. 	"The Throne" - 7:54
- V The Fallen and the Chosen One

8. 	"Sacred Mind" - 6:22
9. 	"Miracle Machine" - 3:03
- VI Beyond the Red Mirror

10. 	"Grand Parade" - 9:28
- IV The Mirror Speaks

11. 	"Distant Memories" - 5:51
- IX Damnation

12. 	"Doom" - 5:48